# 高明
高明（こうめい、1979年9月21日 - ）は、日本の映画監督。本名、坂井 高明（さかい こうめい）。
株式会社BURST22代表取締役社長。

## 来歴・人物
北海道札幌市で生まれる。幼少期から福島県南相馬市で育つ。東放学園（現・東放学園映画専門学校）卒業。1999年のVシネマ『鯨道9』で監督デビュー、2008年の「工業哀歌バレーボーイズ THE MOVIE」で初の劇場公開作品を手掛けた。コメディ、青春群像など多岐に渡るジャンルで映画制作を続ける。
監督だけでなく、助監督、監督補としても数多くの作品に参加。
大のギャンブル好きで知られている。韓国釜山のカジノではオールインを繰り返し、ミニマムベットの座席ながらVIP席以上に場を盛り上げた。また、ブラックジャックのペアを10回中9回当てるなど、現場で培われた鋭い嗅覚で「ミスターペアマン」と名付けられた。
135キロの巨漢で、色黒に見えるので、人生で数回、面と向かって小錦と間違えられている。
2015年、沖縄国際映画祭で人生初のレッドカーペットを経験した。

## 監督作品

### 映画
- 工業哀歌バレーボーイズ THE MOVIE（2008年製作）
- 女王の島（2010年製作、嘉門洋子主演）
- てやんdays（2010年製作）
- オーディション（2011年製作）
- 九丁堀にゃんとも事件簿 (映画)（2013年製作）
- はま・なか・あいづ文化連携プロジェクト『黒と朱』 (映画)（2014年製作）
- 沖縄国際映画祭『ウゲウゲ！』 (映画)（2015年製作）
- 十勝の唄（短編映画）（2016年製作）
- 続・十勝の唄（短編映画）（2017年製作）
- スポットライトを当ててくれ!（2022年製作）
- あの花が咲く丘で君とまた出会えたら（2023年製作）監督補

### オリジナルビデオ
- 鯨道9（1999年製作、加勢大周主演）
- OLの性（1999年製作）
- 大海物語を打つ懲りない面々（2005年製作）
- 告白 ナースの残業（2009年製作、蒼井そら主演）
- 少女と男（2009年製作、大橋未来主演、監督脚本）
- ブルーバレンタイン（2010年製作）
- 本当にあった怖い（2010年製作）
- 組なしヤクザと家なし少女（2016年製作）

### WEBドラマ
- 水夢（2005年製作、黒木メイサ主演）
- Orbi Yokohama WEBドラマ（2015年製作）
- dTV 『FHIT MUSIC♪』 ～フェアリーズ～（2018年製作）

### イメージビデオ
- 臼田あさ美（2006年製作）
- 金田美香（2006年製作）
- 庄司麻衣（2006年製作）

### テレビドラマ
- ドラマチックジャーニー バンコク編（2010年、斉藤工　ABC）
- さよならゴースト（2012年、BS日テレ、bs日テレドラマシナリオ大賞）
- ハロハロハウス（2015年、総務省コンテンツ海外展開モデル事業、フィリピン国営PTV　日本テレビ）
- 岐阜にイジュー!（2017年、メ〜テレ）
- これが日本の新常識！なぜ あの歴史は消えたのか?（2018年、テレビ東京）
- 世界ナゼそこに?日本人 〜知られざる波瀾万丈伝〜 [[松江豊寿[]]編（2018年、テレビ東京）
- イジューは岐阜と（2018年、メ〜テレ）
- ざんねんないきもの辞典（2021年、テレビ東京・BSテレ東）

### 舞台
- すなあそび（作・別役実　劇団 non project 演出）